# Església del Salvador de Cocentaina
L'església del Salvador de Cocentaina (el Comtat) es construí sobre l'antiga mesquita (cristianitzada el 1530) a finals del segle xvi. Les obres del nou edifici es dugueren a terme entre els anys 1583 i 1591, dirigides pels germans Jaume i Andreu Terol i per Honorat Martí. És una església renaixentista dotada d'una gran unitat espacial, a lo romano, com s'establia en les capitulacions per a la seua construcció.

## Descripció
L'edifici és de nau única, amb quatre trams i capelles entre contraforts. Destaquen els arcs faixons recolzats sobre mènsules, els arcs d'embocadura de les capelles i altres detalls renaixentistes (algunes d'aquestes decoracions són barroques).
El presbiteri, és més baix que la nau i es cobreix amb una volta tapiada amb els nervis daurats i tondos pintats com a decoració. La decoració pintada d'aquestos s'ha atribuït al pintor contestà Nicolau Borràs. El presbiteri s'uneix a la nau mitjançant un arc abotzinat amb figures dels apòstols i l'Esperit Sant pintades també dins de tondos, completant-se el conjunt amb dues taules amb una anunciació a cada pilar que flanqueja l'altar major. La il·luminació és escassa, ja que només entra per l'òcul de la façana dels peus.
La capella de la Comunió es construí ja en el segle xviii. Té una volta de canó amb llunets, cúpula sobre petxines i una nau única de dos trams, i un creuer poc destacat. La construcció d'aquesta capella va fer que hi hagué dues portades asimètriques a la façana principal, una, la de la capella de la Comunió, té una pilatsra a cada costat de la porta i una fornícula a la aprt superior també flanquejada per dues columnes dòriques i volutes. La portada de l'església és de rajoles i tés un esquema seblant, només varia en el nombre de columnes que flanquegen la porta, en aquest cas dos (Foto). Per a unificar la façana s'hi feu una potent cornisa concavo-convexa a manera de remat.
A l'interior, als sòcols de les capelles laterals s'hi conserva taulelleria dels segles xviii i xix. Tenen medallons i al seu interior figuren temes com sant Josep malalt o la Sagrada Família entre d'altres. També destaca el quadre de Francesc Ribalta La rendició de les ànimes pel baptisme.
El campanar està situat a la part posterior, és de poca altura i de planta quadrada. Construït amb carreus i gairebé sense ornaments, excepte al cos de campanes on hi han dues pilastres dòriques a cada costat del buit per a la campana i quatre piràmides als cantons.